# Skót irodalom
Észak-Skóciában máig is kelta nyelvjárást beszélnek, az ország déli részében azonban már a XI. század óta angolszász nyelv járja, mely a számos angol bevándorló révén mindinkább elterjedt. Noha Skócia nagyobb és népesebb részének nyelvét némely nyelvjárási sajátosságok jellemezték, főbb vonásaiban mégis angol volt, mint az a XIII-XIV. századból származó legrégibb emlékei is bizonyítják. 
Az 1300 körül élt Thomas Ercildoune (a rímelő) költeményei közül csak jóslatok és John Barbourtól maradt fel egy nagy költemény Robert Bruce-ról. Mellette még Huchown élt, aki egy költeményt írt Arthurról (megjelent Edinburgban 1872-79). Egyéb művek: Andrew of Wyntoun Orygynal Cronykil of Scotland-ja (megjelent a Historians of Scotland című vállalatban 1872-79. Edinburgh-ban), a Wallece hősről szóló (1460 körül) eposz, amely a Scottish Text Society kiadványai sorában jelent meg (1884-88) és amely máig is kedves könyve a skót népnek. 
Chaucer költőt utánozták a XV. században: I. Jakab király (megh. 1437), Robert Henryson (megh. 1506 körül). Felülmúlta őket a XVI. század kezdetén William Dunbar, akivel egyidejűleg Douglas Gavin (megh. 1522) is kitűnt mint költő. Említendők még Alexander Scott, a skót Anakreón, David Lyndsay (meghalt 1555), aki a katolikus klérust, a királyt, a nemességet ostorozta szatirikus műveiben (Poetical works, kiadta George Chalmers, 3 kötet, London, 1806; megjelent az Early Text Society kiadásában is, uo. 1865-71). 
A XV. és XVI. századból való még sok más, mai napig is elterjedt skót ballada. A XVI. század második felében az országban dúló belviszályok miatt az irodalom nem igen virágozhatott. Richard Maitland (megh. 1586) és Alexander Hume (megh. 1609) vallásos, erkölcsnemesítő költeményeket írtak, Alexander Montgomerie The cherrie and the slae (1597) címem gyenge allegóriát adott ki. A legjelentékenyebb prózai munka e korból John Knox (megh. 1572) History of the Reformation műve. Miután VI. Jakab, aki maga is tett költői kisérleteket, I. Jakab néven az angol trónra lépett, a művelt skótok, akik mindig előnyben részesítették a latin nyelvet, teljesen felhagytak azzal, hogy a maguk nyelvjárását használják irodalmi nyelv gyanánt. Arthur Johnstone és mások Buchanan mintájára latin verseket írtak, Robert Ayton (megh. 1638), William Drummond (meghalt 1649) és a többi XVII. századbeli költő az angol költői iskolához csatlakozott. 
A skót nyelv lingua rustica lett, szerepe marginalizálódott az irodalomban. Csak Allan Ramsay használta ismét a skót népnyelvet a nép életét festő jeles költeményeiben. Néhány utánzója is akadt a XVIII. században, igy Crawford (megh. 1773), Robert Fergusson (megh. 1774), Alexander Ross (megh. 1784). Nagy hatással voltak Percy Reliques-jei, melyek a skót népköltészet kincsei iránti érdeklődést ismét felélesztették. David Herd már 1769-ben kiadta Scottish songs and ballads című gyűjteményét, 1771-ben jelent meg az Auld Robin Gray című fenséges ballada, melynek szerzőjét csak félszázad múlva ismerték fel Anne Barnardban, Balcarres gróf (megh. 1825) leányában. Egyéb dalköltők: John Love (megh. 1798), John Skinner (megh. 1807), Jane Elliot, Susan Blamire (megh. 1794) és Alicia Cockburn (megh. 1794). 
Végül aztán Robert Burns adta ki költeményeit, melyeket nemcsak Skóciában, hanem Angliában is nagy lelkesedéssel fogadtak. Honfitársaira nagy hatással voltak e költemények, sokan is utánozták őket. Így Alexander Wilson (megh. 1813), John Mayne (megh. 1836), Alexander Boswell, Robert Tannahill (megh. 1810), Hector MacNeill (megh. 1818). Nagyon kitűnt James Hogg, Allan Cunningham és William Motherwell (megh. 1835). Scott mintájára a régi skót népmondákat dolgozták fel (The minstrelsy of the Scottish border, 3 kötet, 1802). James Hyslop (megh. 1827) a Covenant vértanúit ünnepelte, Robert Nicoll (megh. 1837) tankölteményeket írt. A 19. század végén nagy népszerűséget szereztek költeményeikkel Robert Gilfillan, John Wilson, William Aytoun Edmonstoune, Alexander Smith.